# Аттична система числення
Аттична система числення – непозиційна система числення, яка використовувалася у стародавній Греції до III століття до н. е.. Ця система використовує акрофонічні цифри, тобто замість цифр застосовуються перші літери слів, що позначають назву цифри грецькою мовою (наприклад «Π» — грец. πέντε, «пенте» — цифра 5). Після III ст. до н.е. аттична система числення була витіснена іонійською.
| знак | значення | назва            |
| ---- | -------- | ---------------- |
| Ι    | 1        | ἴος «іос»        |
| Π    | 5        | πέντε «пенте»    |
| Δ    | 10       | δέκα «дека»      |
| Η    | 100      | ἑκατόν «гекатон» |
| Χ    | 1 000    | χίλιοι «хіліоі»  |
| Μ    | 10 000   | μύριοι «міриоі»  |

Вживалися також додаткові цифри для позначення чисел 50, 500, 5 000 і 50 000, які являли собою сполучення цифри 5 з цифрами 10, 100, 1 000, 10 000.
При записі чисел спочатку записували більші числа, потім — менші. Наприклад:

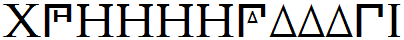
Цифра 1986 в аттичній системі числення.

| Ι | Π | Δ  |        | Η   |         | Χ    |          | Μ         |
| - | - | -- | ------ | --- | ------- | ---- | -------- | --------- |
| 1 | 5 | 10 | 5 × 10 | 100 | 5 × 100 | 1000 | 5 × 1000 | 10000     |
| 1 | 5 | 10 | 50     | 100 | 500     | 1000 | 1000 × 5 | 1000 × 10 |
| I | V | X  | L      | C   | D       | M    | V        | X         |